# Bøllemis
Bøllemis er en sang skrevet og indspillet af Mikkel Schunck i 2006.
Bøllemis eller Jeg er en bøllemis blev en landeplage i Danmark 2006 og 2007, selvom den aldrig officielt er blevet udgivet eller spillet i radioen. Den originale version vandt en konkurrence hos Danske Bank, hvor præmien var en tur i Peter Marks Grande Studio, hvor en mere professionel studieversion blev indspillet.